# Sân bay quốc tế Liepāja
Sân bay quốc tế Liepāja (IATA: LPX, ICAO: EVLA) là một sân bay ở phía tây Latvia. Cùng với các sân bay: Sân bay quốc tế Riga và Sân bay quốc tế Ventspils, đây là một trong ba sân bay lớn nhất Latvia.
Sân bay Liepāja có cự ly 7 km so với thị xã Liepāja, cách thủ đô Liga 210 km, cách biên giới Litva 60 km. Sân bay có tổng diện tích 2,2 km2 và nằm trong đặc khu kinh tế Liepaja. Tháng 9 năm 2005, các tuyến bay giữa Liepaja và Riga đã được nối lại (theo mùa) sau 14 năm. Từ năm 2007, các tuyến bay này theo lịch trình. airBaltic là hãng hàng không duy nhất bay từ sân bay Liepaja. Hãng này sử dụng máy bay Fokker 50 và máy bay DAT Danish Air Transport ATR 42-300 cho các tuyến bay. 
Thời kỳ đầu Chiến tranh Lạnh, sân bay này là một căn cứ không quân Xô Viết, Liên Xô đã bắn rơi máy bay PB4Y-2 Privateer BuNo 59645 của Không lực Hoa Kỳ vào ngày 8 tháng 4 năm 1950 .

## Hãng hàng không và tuyến bay
- Atlant-Soyuz Airlines (Moscow-Vnukovo)